# Thundarr the Barbarian
Thundarr the Barbarian (No Brasil: Thundarr, o bárbaro ou Os Bárbaros) é uma série animada americana, criada por Steve Gerber e produzida pela Ruby-Spears Productions. A série durou duas temporadas na ABC, de 4 de outubro de 1980 a 31 de outubro de 1981, e foi reprisada na NBC em 1983.

## Enredo
Thundarr the Barbarian é ambientada num  futuro pós-apocalíptico (c. 3994) dividido em reinos ou territórios - a maioria dos quais são governados por bruxos - e cujas ruínas normalmente apresentam características geográficas reconhecíveis dos Estados Unidos, como Nova York, Los Angeles, Las Vegas, Seattle, Badlands, Monte Rushmore, Alasca, Atlanta, Boston, San Antonio e  seu Alamo, São Francisco, Washington, D.C., Cabo Canaveral e o Grand Canyon. Outros episódios com cenários reconhecíveis acontecem fora dos Estados Unidos, incluindo México e Londres, Reino Unido. Outra característica notável desta futura Terra é que a Lua foi dividida em duas partes. A lua quebrada e as ruínas da antiga civilização humana foram causadas pela passagem de um planeta descontrolado entre a Terra e a Lua em 1994, que, pelas cenas mostradas na sequência de abertura, causou mudanças radicais no clima e na geografia da Terra. No entanto, no período em que a série se passa, a Terra e a Lua parecem ter se estabelecido em um novo equilíbrio físico. A Terra renasce como "Nova Terra", um mundo de "selvageria, super ciência e feitiçaria" muito mais caótico do que "Velha Terra" (o nome do programa para o mundo pré-apocalíptico).

O herói Thundarr (com voz de Robert Ridgely), um guerreiro musculoso, cujos companheiros incluem a princesa Ariel, uma formidável jovem feiticeira, e Ookla, o Mok viajaram o mundo a cavalo, lutando contra bruxos malvados que combinam feitiços mágicos com tecnologias reanimadas dos do mundo pré-catástrofe. Alguns desses bruxos malévolos recrutam o serviço de certas espécies mutantes ao fazerem suas ordens.
Outros inimigos incluem The Brotherhood of Night (um grupo de lobisomens que poderiam transformar outros em lobisomens por seu toque), o cósmico Stalker de The Stars (um vampiro cósmico predatório e malévolo) e vários outros mutantes. As raças inteligentes de animais humanoides incluem os Groundlings semelhantes a ratos, os Carocs semelhantes a crocodilos e os mutantes falantes semelhantes a falcões e porcos. Novos animais que existiam incluem baleias atiradoras de fogo, uma cobra verde gigante com a cabeça de um urso pardo e libélulas e coelhos mutantes.
A arma escolhida por Thundarr, a Sunsword, projeta um feixe de energia semelhante a uma lâmina quando ativada e pode ser desativada para que pareça apenas uma empunhadura. A lâmina de energia do Sunsword pode desviar outros ataques de energia, pode cortar quase qualquer coisa e interromper feitiços e efeitos mágicos. A Sunsword está magicamente ligada a Thundarr e, como tal, somente ele pode usá-la; no entanto, esse link pode ser interrompido. 
O quadrinista Jack Kirby trabalhou no design de produção do programa. Os personagens principais foram desenhados pelo também quadrinista Alex Toth. Toth, no entanto, não estava disponível para continuar trabalhando no programa, então a maioria dos bruxos e outros vilões e personagens secundários que aparecem no programa foram projetados por Kirby. Ele foi trazido para o programa por recomendação dos roteiristas de quadrinhos Steve Gerber e Mark Evanier.
A série foi criada por Steve Gerber. Gerber e o amigo Martin Pasko estavam jantando na área de Westwood uma noite durante o tempo em que Gerber estava desenvolvendo a série. Gerber comentou a Pasko que ainda não havia decidido um nome para o personagem parecido com um wookiee que a rede insistia em ser adicionado à série, devido às objeções de Gerber. Enquanto os dois passavam pelo portão do campus da UCLA, Pasko brincou: "Por que não chamá-lo de Oo-clah?" Pasko mais tarde se tornou um dos vários roteiristas também conhecidos por seus trabalhos em quadrinhos, como Roy Thomas e Gerry Conway, para contribuir com série. Depois de escrever vários roteiros, individualmente e em colaboração com Gerber, Pasko se tornou editor de histórias na segunda temporada. Outros escritores incluíram Buzz Dixon e Mark Jones.

## Personagens
O narrador da série foi Dick Tufeld.
- Thundarr (interpretado por Robert Ridgely) - O principal protagonista da série. Ele é um bárbaro que já foi escravo de Sabian até que foi libertado pela princesa Ariel e recebeu a Sunsword que ele usa como arma em sua luta contra magos do mal e outros vilões. Thundarr era conhecido por proferir freqüentemente pronunciamentos como "Demon dogs!", "Lords of Light!",[6] e o grito de guerra de Thundarr, "Aaaaahh-ee!".[7] Thundarr, junto com seu amigo Ookla, não tem conhecimento do mundo e confia na orientação de Ariel, mas Thundarr respeita os conhecimentos adquiridos. Quando uma vez perguntado que tipo de homem ele era, Thundarr simplesmente respondeu "Livre!"
- Ookla the Mok (interpretado por Henry Corden) - Ookla é um membro da espécie Mok, um tipo de humanoide leonino com presas e olhos amarelos. Na história de fundo de Thundarr, o bárbaro, Ookla e Thundarr foram escravizados na corte do mago Sabian até que a enteada de Sabian, a princesa Ariel, os ajudou a escapar. Como um Mok, Ookla tem grande força, geralmente lutando rasgando um rebento ou pedaço de destroço próximo para atacar seus inimigos. Em algumas ocasiões, ele é mostrado usando um arco longo que dispara um tipo de flecha paralisante. No entanto, ele também é o mais provável dos heróis de atacar diretamente em um ataque inimigo ou ficar furioso com incomodidades ou ameaças incomuns. Moks habitam em seu próprio território, governados por um rei; eles temem e odeiam a água, preferindo enfrentar adversidades esmagadoras na batalha ao invés de percorrer um riacho para escapar. Tanto Thundarr quanto Ariel geralmente entendem os uivos que compõem o discurso de Ookla, mas Thundarr parece saber mais sobre a cultura Mok do que Ariel, talvez porque ele e Ookla se conheceram e trabalharam juntos como escravos antes de conhecerem Ariel. Enquanto Thundarr e Ariel montam cavalos para transporte (o dele é branco; o dela é marrom), o cavalo de Ookla é outra espécie quadrúpede chamada equort.
- Princesa Ariel (interpretada por Nellie Bellflower) - Ariel é uma poderosa feiticeira. Pouco foi revelado sobre seu passado antes de conhecer Thundarr, exceto que ela era enteada de um mago maligno chamado Sabian. Ela aprendeu sobre a história da Terra em sua biblioteca e, portanto, é considerada a "acadêmica" do grupo.[8] No episódio  "Battle of The Barbarians", é revelado que Thundarr já foi escravo do malvado mago Sabian antes de ser libertado pela princesa Ariel. Nunca foi revelado exatamente onde ela era uma princesa. Seus feitos mais comuns de feitiçaria envolviam a criação de construções leves, que variavam do arremesso de esferas explosivas à levitação de pesos, à convocação de redes, escudos ou pontes sobre abismos.[8] Ela também podia produzir explosões de energia poderosas, luz ofuscante e máquinas reanimadas magicamente. Quando seus pulsos estão unidos, ela não pode trabalhar sua mágica e é vulnerável a capturar. Às vezes, ela mostra sentimentos românticos em relação a Thundarr; embora ele nunca os deva externamente, é claro que ele se importa muito com ela. O traje de Ariel consiste em botas até o joelho, pulseiras de pulso e um traje ciano (com detalhes amarelos), com as costas abertas, que lembra uma roupa de banho.

### Vozes adicionais
O diretor de voz da série era Alan Dinehart.
- Henry Corden – Além de Ookla, o Mok, Corden fez as vozes de: Líder Caroc, Gêmeos, Vortak, Skullus, Capitão Willows (em "Island of the Body Snatchers"), Vice-Mutante # 2 (em ""Trial by Terror")
- Michael Ansara – Vashtarr
- Marlene Aragon – Maya
- Liz Aubrey – Valorie Storm
- Michael Bell – Yondo
- Alan Dinehart
- Al Fann
- Joe Higgins – Korb
- Stacy Keach Sr.
- Keye Luke – Zevon, Kublai
- Chuck McCann – Artemus, Mutant Deputy #1 (em "Trial by Terror")
- Nancy McKeon – Tye
- Julie McWhirter – Stryia
- Shepard Menken
- Alan Oppenheimer – Mindok, Morag
- Avery Schreiber – Octagon
- Hal Smith – Simius
- Joan Van Ark – Cinda
- Janet Waldo – Cerci
- William Woodson – Crom

## Produção
Vinte e uma episódios de meia hora foram produzidos pela Ruby-Spears Productions, um estúdio de animação formada pelos ex-roteiristas da Hanna-Barbera, Joe Ruby e Ken Spears, exibido de outubro de 1980 a setembro de 1982 na rede ABC. Apesar das classificações decentes, o programa foi cancelado, possivelmente devido ao conteúdo violento, mas, em última análise, porque a Paramount queria abrir espaço na programação para Laverne & Shirley in the Army. As reprises de Thundarr apareceram na programação da manhã da NBC em 1983.

## Episódios

### Primeira temporada
Todos os episódios da primeira temporada foram dirigidos por Rudy Larriva e produzidos por Jerry Eisenberg.
| № na série | № na temporada | Título                       | Localização                             | Data de exibição original | Cód Produção |
| --- | -------------- | ---------------------------- | --------------------------------------- | ------------------------- | ------------ |
| 1 | 1              | "Secret of the Black Pearl"  | Cidade de Nova York (Manhattan)         | 4 de outubro de 1980      | 27-01        |
| Thundarr, Princess Ariel e Ookla escoltam um homem que carrega uma pérola negra mágica que pode se defender contra o mago de duas caras Gemini e seus Groundlings (uma raça de ratos mutantes). O homem precisa da pérola para proteger os habitantes da vila de "Manhat", que na verdade são as ruínas de Manhattan. |                |                              |                                         |                           |              |
| 2 | 2              | "Harvest of Doom"            | Chichen Itza, Yucatán Peninsula, Mexico | 11 de outubro de 1980     | 27-02        |
| Thundarr, Princesa Ariel e Ookla encontram um trem carregando Flores da Morte (cujo pólen pode hipnotizar humanos e Moks) sendo transportados pelos Carocs (uma raça de crocodilos) para um mago no qual trabalham. O episódio apresenta Tye, um ouriço-do-pântano, que concorda em ajudar Thundarr com base em que ele captura o trem e oferecê-lo a ela. Tye reapareceria na segunda temporada da série "Last Train to Doomsday". |                |                              |                                         |                           |              |
| 3 | 3              | "Mindok the Mind Menace"     | Cabo Canaveral, Florida                 | 18 de outubro de 1980     | 27-04        |
| O malvado bruxo Mindok perdeu seu corpo no Grande Cataclismo 2000 anos antes, embora seu cérebro tenha sobrevivido. Ele, o general Zoa e os servos de Zoa procuram cientistas do século XX, congelados criogênicamente, chamados "Ice People", em uma trama para construir Mindok um novo corpo para o cérebro. |                |                              |                                         |                           |              |
| 4 | 4              | "Raiders of the Abyss"       |                                         | 25 de outubro de 1980     | 27-03        |
| O malvado mago Morag e seus atacantes atacam uma vila de navios de cruzeiro para sequestrar seus habitantes e roubar sua essência de vida. |                |                              |                                         |                           |              |
| 5 | 5              | "Treasure of the Moks"       | Norfolk, Virginia                       | 1 de novembro de 1980     | 27-05        |
| Thundarr, Princesa Ariel e Ookla vêm em auxílio do Chefe Mok Oblach contra o Capitão Kordon, Rainha dos Piratas do Rio, que está atrás do tesouro escondido dos Moks e pretende usar as "lanças de fogo dos antigos" para obtê-lo. Thundarr descobre que essas "lanças de fogo" são na verdade torpedos do século XX. Thundarr e os Moks defendem as ruínas de uma base da Marinha dos Estados Unidos contra serem capturados pelos piratas do rio, no entanto Ookla deve superar outra coisa ao lado dos piratas do rio, seu antigo medo de água. |                |                              |                                         |                           |              |
| 6 | 6              | "Attack of the Amazon Women" | Monte Rushmore, Dakota do Sul           | 8 de novembro de 1980     | 27-07        |
| Thundarr, a princesa Ariel e Ookla auxiliam uma raça de amazonas anfíbias lideradas pela deposta rainha Diona que foi usurpada por Stryia, uma rainha bruxa malvada meio humana e meio tubarão que planeja conquistar a terra e mares com seu exército de legiões de tubarões. |                |                              |                                         |                           |              |
| 7 | 7              | "The Brotherhood of Night"   | Washington, D.C.                        | 15 de novembro de 1980    | 27-06        |
| Zevon é o líder da Brotherhood of Night, uma tribo de lobisomens que pode adicionar alguém a suas fileiras ao tocá-los e também está mirando o malvado bruxo Infernus na esperança de tornar o bando completamente invencível. |                |                              |                                         |                           |              |
| 8 | 8              | "Challenge of the Wizards"   | Las Vegas, Nevada                       | 22 de novembro de 1980    | 27-08        |
| Thundarr, Princesa Ariel e Ookla são apanhados em uma batalha entre o bruxo Sholow e os concorrentes Basim, Skorpos e Chom que procuram o Capacete do Poder. Thundarr acaba tendo que ficar do lado do mago Sholow quando ele ameaça um grupo de moradores. |                |                              |                                         |                           |              |
| 9 | 9              | "Valley of the Man Apes"     | San Fernando Valley, Califórnia         | 29 de novembro de 1980    | 27-09        |
| Simius e seus colegas Homens-Macacos reúnem partes resgatadas do gigante gorila robótico de um estúdio de cinema em uma trama para aterrorizar os moradores locais. |                |                              |                                         |                           |              |
| 10 | 10             | "Stalker from the Stars"     | Denver, Colorado                        | 6 de dezembro de 1980     | 27-10        |
| Uma nave espacial contendo um vampiro alienígena pousa na Terra. O alienígena captura a princesa Ariel e todos os moradores nas ruínas do parque de diversões Lakeside, escondidos sob a neve e o gelo das Montanhas Rochosas como fonte de alimento. |                |                              |                                         |                           |              |
| 11 | 11             | "Portal Into Time"           | San Antonio, Texas                      | 13 de dezembro de 1980    | 27-12        |
| O malvado bruxo Crom ameaça uma tribo de humanos no Alamo. Eles podem se proteger usando uma sofisticada máquina Guardian que utiliza drones voadores robóticos que podem desativar os tanques de laser do assistente. No entanto, ele aciona um circuito e não pode ser substituído, pois os circuitos não são mais produzidos. A única esperança deles é se infiltrar no covil de Crom, a fim de usar o mostrador da lua, que os envia para a Terra Velha. No século XX, Thundarr, Ookla e Ariel são ajudados por uma garotinha chamada Samantha, que os ajuda a obter um novo circuito. O trio retorna à Nova Terra e se prepara para a batalha com Crom, mas está feliz por ter tido a chance de ver o mundo pré-apocalíptico. |                |                              |                                         |                           |              |
| 12 | 12             | "Battle of the Barbarians"   | San Francisco, Califórnia               | 20 de dezembro de 1980    | 27-11        |
| O malvado mago Kublai procura o Cetro Dourado de Yantzee (o único item que pode tirar sua magia) e aterroriza os moradores da Chinatown de São Francisco no processo. Quando Thundarr frustra suas tentativas iniciais, o mago recruta outro bárbaro chamado Zogar para enfrentá-lo na batalha, enquanto Kublai tenta novamente encontrar o cetro. |                |                              |                                         |                           |              |
| 13 | 13             | "Den of the Sleeping Demon"  | Grand Canyon, Arizona                   | 27 de dezembro de 1980    | 27-13        |
| Judag é um ex-escravo que escapou de um mago do mal que planeja acordar um demônio adormecido que supostamente pode conceder a quem o acordar os poderes de 1.000 bruxos. Cabe a Thundarr impedir Judag de cumprir esta missão. |                |                              |                                         |                           |              |

### Segunda temporada
Todos os episódios da segunda temporada foram dirigidos por Rudy Larriva e John Kimball, com supervisão de animação de Milt Gray e Bill Reed.

| № na série | № na temporada | Título                          | Localização                               | Data de exibição original | Cód Produção |
| --- | -------------- | ------------------------------- | ----------------------------------------- | ------------------------- | ------------ |
| 14 | 1              | "Wizard Wars"                   | St. Louis, Missouri                       | 12 de setembro de 1981    | R20-001      |
| O mago Skullus e seus soldados estão escravizando aldeões que vivem em uma refinaria de petróleo em ruínas e os usando para atacar a fortaleza de seu inimigo, o igualmente maligno mago Octagon. |                |                                 |                                           |                           |              |
| 15 | 2              | "Fortress of Fear"              | La Brea Tar Pits, Los Angeles, Califórnia | 19 de setembro de 1981    | R20-002      |
| Ao vir em auxílio de um escravo fugitivo, Thundarr, Princesa Ariel e Ookla são capturados por robôs trabalhando para o mago de vários olhos Lord Argoth, que quer Ariel como sua noiva. |                |                                 |                                           |                           |              |
| 16 | 3              | "Island of the Body Snatchers"  | Londre, Inglaterra, Reino Unido           | 26 de setembro de 1981    | R20-003      |
| O trio investiga um setor chamado Zona Misteriosa, onde vários navios são destruídos em uma ilha. Eles aprendem que a bruxa má Circe é responsável, pois ela precisa de uma jovem feiticeira para superar uma maldição na qual ela se tornará pedra se deixar a ilha. Quando Ariel chega com Thundarr e Ookla, Circe aproveita a oportunidade para trocar de corpo e se tornar uma ameaça para os outros enquanto tenta sair da ilha. |                |                                 |                                           |                           |              |
| 17 | 4              | "City of Evil"                  | Boston, Massachusetts                     | October 3, 1981           | R20-004      |
| Depois de ser derrotado por Thundarr, o malvado bruxo Sarott encontra um laboratório de pesquisa que mantém a cidade dos ladrões em miniatura. Seu governante Vortak promete a Sarott uma rédea livre para usar o exército avançado da cidade para escravizar humanos e outros magos, se ele puder restaurá-lo ao tamanho normal. Para fazer isso, ele precisará da Gauntlet of Power, que pode aumentar sua magia para ampliar a cidade. |                |                                 |                                           |                           |              |
| 18 | 5              | "Last Train to Doomsday"        | desconhecido                              | 10 de outubro de 1981     | R20-005      |
| Thundarr, Ookla e Ariel estão em busca de Janus, que parecido com uma múmia, depois que ele e uma raça de mutantes falcões atacam aldeias e a rota de trem de Tye (o antigo ouriço do pântano de "Harvest of Doom"). O grupo fica surpreso quando descobre que Janus é realmente Gemini (o mago de duas caras de "Secret of the Black Pearl") disfarçado em busca de vingança contra Thundarr. |                |                                 |                                           |                           |              |
| 19 | 6              | "Master of the Stolen Sunsword" | Beverly Hills e Hollywood, Califórnia     | 17 de outubro de 1981     | R20-006      |
| Durante uma batalha com Yando (um suposto mago com magia incomum), Thundarr é atingido por um raio vermelho negativo que diminui significativamente o poder de sua Sunsword. A arma pode ser restaurada no Pool of Power nas proximidades, mas é roubada por Yando, que procura ter o poder da Sunsword para si. |                |                                 |                                           |                           |              |
| 20 | 7              | "Trial by Terror"               | Atlanta, Georgia                          | 24 de outubro de 1981     | R20-007      |
| O amigo de Thundarr, Thorac, é acusado de roubar o combustível de uma vila e está prestes a receber uma sentença de morte (sendo fervido vivo sobre um gêiser) quando o bárbaro o resgatar. Thorac recebe uma indenização quando Thundarr e o grupo investigam o crime, eventualmente descobrindo que o xerife da cidade, Korb, está em aliança com o malvado bruxo Artemus. Artemus havia roubado o combustível para abastecer seu Navio da Morte e obtido a aprovação do Conselho dos Magos. |                |                                 |                                           |                           |              |
| 21 | 8              | "Prophecy of Peril"             | desconhecido                              | 31 de outubro de 1981     | R20-008      |
| Thundarr, Princesa Ariel e Ookla lutam contra o malvado bruxo Vashtarr quando ele rouba o Cristal da Profecia que pode dar os detalhes de sua queda. Quando se estraga em seus esforços para recuperá-lo, a profecia é predita quando eles aprendem que três mulheres se unirão para derrotá-lo. Um deles é Maya, um metamorfo enterrado nas ruínas da cidade velha de Endorr. Outro é Cinda, uma bárbara eremita que vive no Canyon of Death, cuja equipe lhe concede grande força. A última é Valerie Storm, uma modelo da Velha Terra que é sequestrada e feita prisioneira pelo próprio Vashtarr. |                |                                 |                                           |                           |              |

## Lançamentos em DVD
O primeiro episódio da série foi lançada em DVD como parte da Saturday Morning Cartoons: 1980s da Warner Home Video. O DVD, contendo episódios de dez outras outras série, foi lançada em 4 de maio de 2010.
Em 28 de setembro de 2010, Warner Archive lançou Thundarr the Barbarian: The Complete Series em DVD na região 1 como parte de sua coleção Hanna–Barbera Classics Collection. Esta é uma versão é feita sob demanda, disponível exclusivamente através da loja online da Warner e Amazon.com. A embalagem de DVD implica erroneamente que a série foi feita pela Hanna-Barbera, em vez de Ruby-Spears Productions (fundada por ex-funcionários da primeira), mesmo que esse não era o caso, isso ocorre devido a Thundarr e os outros programas Ruby-Spears de 1978-1991 foram vendidos para a Turner Broadcasting em 1991, ao lado de Hanna-Barbera pela Great American Broadcasting.

## Outras mídias

### Brinquedos
Action figures dos três personagens principais foram lançados por Toynami em 2003. Um jogo de tabuleiro foi lançado pela Milton Bradley Company em 1982.

### Mídia impressa
Uma tira de jornal dominical ilustrada por Jack Kirby foi planejada, mas acabou não sendo publicada. Um livro para colorir foi publicado em 1982 pela editora Golden Books, um selo da Western Publishing. De acordo com Mark Evanier, a Withman Comics (outro selo da Western Publishing) tinha um projeto de revista em quadrinhos de Thundarr com roteiros de John David Warner e desenhos de Winslow Mortimer.
Em julho de 2024, foi anunciado que a Dynamite Entertainment adquiriu a licença para lançara quadrinhos de Thundarr.

### Paródias
Na série As Tartarugas Ninjas de 2012, o grupo assiste uma desenho chamado Crognard the Barbarian.

## Influências
Em uma entrevista em novembro de 2017 à Revolver, o guitarrista da Morbid Angel, Trey Azagthoth, afirmou que o  álbum da banda, Kingdoms Disdained, é baseado em Thundarr the Barbarian.
Thundarr the Barbarian [inspirou o título do novo álbum] ... A civilização humana está arruinada. 2000 anos depois, a Terra renasce. Um mundo novo e estranho surge do antigo - um mundo de selvageria, super ciência e feitiçaria ... Um o homem rompeu seus laços para lutar por justiça e com seus companheiros - Ookla, o Mok e a princesa Ariel - ele coloca sua força, sua coragem e sua fabulosa espada do sol contra as forças do mal. DEVEMOS SER LIVRES !!!!!!!! !!!!!!!!!!!!!!!!!!!!!!!!! "
Há também uma banda de Nova York chamada Ookla the Mok.
A série foi referenciada e esteve envolvida na trama do episódio "One Watson, One Holmes" (S3E19) da série Elementary da CBS.
Em Fairlady #3 de Brian Schirmer (roteiro) e Claudia Balboni (desenhos), publicada pela Image Comics os personagens Dunkarr, o bárbaro, Ari e Oosk foram inspirados pelos personagens principais da série.

## Ligações Externas
- Thundarr the Barbarian. no IMDb.
- no site Toonopedia
- Thundarr.com (Fansite )
- Under the Broken Moon (Um fansite com fichas de RPG no universo de Thundarr the Barbarian. Fichas de Thundarr, Ariel, e Ookla).